# (5899) Jedicke
(5899) Jedicke ist ein Asteroid des Hauptgürtels, der am 29. September 1984 von den US-amerikanischen Astronomen Carolyn Shoemaker und Eugene Shoemaker am Palomar-Observatorium (IAU-Code 675) nordöstlich von San Diego in Kalifornien entdeckt wurde.
Benannt wurde er nach Peter (* 1955), Robert (* 1963) und June Jedicke (* 1963), einer Familie von kanadischen Astronomen.